# James Ferrier
James Ferrier foi um militar inglês do século XVIII. Nasceu em Saint Andrews, na Escócia, em 1734, no seio de uma família huguenote de origem francesa, que devido à revogação de Édito de Nantes, em 1685, teria fugido para o Reino Unido e aí se estabelecido. Seria muito provavelmente maçon.
Tendo sido oficial mercenário em Inglaterra, em 1761, veio para Portugal no âmbito das reformas do Exército protagonizadas pelo Conde de Lippe, com o objetivo de estudar as fortificações e praças portuguesas, na qualidade de capitão de infantaria, com exercício de engenheiro, tendo aí servido entre 1762 e 1780, chegando a ser comandante do Regimento de Artilharia do Porto, então instalado em Valença do Minho, e do Regimento de Artilharia do Reino do Algarve. Foi ainda responsável pela construção da ponte da Ortiga.
Então conhecido por Diogo, escocês, engenheiro de fortificações e professor de Artilharia, trazia hábitos de leitura e discutia com os seus oficiais militares as ideias de Voltaire, Rousseau, Montesquieu e outros filósofos, sendo várias as fontes que afirmam que fazia questão em circular os seus livros, proibidos pela Inquisição, nas mãos dos militares portugueses que o serviram. Entre esses oficiais, constavam António Teixeira Rebelo e José Anastácio da Cunha, tendo este último traduzido vários excertos das obras que eram distribuídas em Valença.
Tendo sido obrigado a abandonar Portugal, James Ferrier foi o autor, sob o pseudônimo de Arthur William Costigan, duns importantes Sketches of Society and Manners in Portugal (2 vols., London, T. Vernor, 1788), onde através da compilação das cartas que enviou ao seu irmão, residente em Londres, criticou causticamente a situação portuguesa e onde advogou os princípios racionalistas e maçónicos.
{referências}}
1. ↑  LEITE, Antero - Valença. De Praça-forte a Vila Histórica fragilizada, in Revista ‘Vilas e Cidades’, n.º 55, Lisboa, Ano III, Agosto 1999, p. 22-33.